# جيب كوماندر (أكس كي)
جيب كوماندر (أكس كي ) (بالإنجليزية: Jeep Commander (XK))‏ هي سيارة من تصنيع شركة جيب (سيارة) .